# Lynx Edicions
Lynx Edicions ist ein Buchverlag aus Barcelona, der 1989 gegründet wurde. Er ist auf Natur- und Tierbücher spezialisiert. Als Verlagslogo würde der Pfotenabdruck des Pardelluchses gewählt.

## Geschichte
1981 tauschten Josep del Hoyo und Jordi Sargatal erstmals ihre Ideen für eine große Enzyklopädie aus, in der alle Vogelarten der Erde in Wort und Bild dargestellt werden sollen. Dafür schwebte ihnen die Gründung eines eigenen Verlagshauses vor, wofür ihnen jedoch die finanziellen Mittel fehlten. 1988 trafen sie sich mit dem Unternehmer und Rechtsanwalt Ramon Mascort, der sich an diesem Vorhaben interessiert zeigte und die Finanzierung des neuen Verlags übernahm. Im Januar 1989 erfolgte die Gründung und Registrierung der Firma Lynx Promocions SL und des Verlags Lynx Edicions. Mascort wurde Präsident, del Hoyo und Sargatal wurden Verwalter.
Das erste bei Lynx Edicions veröffentlichte Buch war On observar ocells a Catalunya (1989) von Jordi Sargatal und Josep del Hoyo, das sowohl in englischer als auch in katalonischer Sprache erschien. 1992 wurde der erste Band des Handbook of the Birds of the World (HBW) veröffentlicht, das 2013 nach 16 Bänden und einem Sonderband abgeschlossen wurde. 2014 und 2016 erschien die zweibändige HBW and BirdLife International Illustrated Checklist of the Birds of the World. 2013 wurde die Datenbank HBW Alive eingeführt, in der die Texte aus dem HBW online verfügbar gemacht wurden. 2019 fusionierte HBW Alive mit Birds of North America der Cornell University zur neuen Online-Datenbank Birds of the World. 2002 wurde die Fotodatenbank Internet Bird Collection ins Leben gerufen, die 2020 mit der Macaulay Library fusionierte.
Im Jahr 2000 erschien der Feldführer Guía de las Aves de España, der mit über 40.000 verkauften Exemplaren als meistverkauftes Buch zur Identifizierung der Vögel Spaniens gilt. Damit begann eine Reihe der Lynx-Veröffentlichungen von Feldführern zur Identifizierung von Fauna und Flora. Gelegentlich kam es auch zu Kooperationen mit US-amerikanischen Institutionen, darunter beim zweibändigen Werk Birds of South Asia: The Ripley Guide (2005, 2012) von Pamela C. Rasmussen und John C. Anderton, das in Zusammenarbeit mit der Smithsonian Institution veröffentlicht wurde und beim Werk Bird Families of the World: An Invitation to the Spectacular Diversity of Birds (2015) von David W. Winkler, Shawn M. Billerman und Irby J. Lovette, bei dem das Cornell Lab of Ornithology Kooperationspartner war.
2007 wurde mit der Planung zum Schwesterprojekt Handbook of the Mammals of the World begonnen, für das Russell Mittermeier und Don E. Wilson als Herausgeber gewonnen werden konnten. Zwischen 2009 und 2019 erschienen insgesamt neun Bände. 2020 wurde ein Sonderband veröffentlicht, in dem auch neue oder abgespaltene Arten aufgeführt sind.
2018 erschien der erste Band von Feldführern der Lynx and BirdLife International Field Guides Collection. Sie behandeln die Avifauna eines Landes oder Region (z. B. Malaysia, Westindische Inseln, Vietnam, Thailand, Philippinen) und verwenden die Taxonomie des HBW. Eine Besonderheit sind die QR-Codes, die einen Zugriff auf die Fotodatenbank von eBird erlauben. Im selben Jahr gründete Lynx Edicions zusammen mit Bernat Garrigós die Alive Fundació, eine gemeinnützige Organisation, deren Aufgabe die Verbreitung von Wissen über die biologische Vielfalt der Erde ist. Ihr erstes Projekt ist die Sealife Collection, auf der Fotos und Videos aller Unterwasserarten der Welt zusammengestellt, klassifiziert und dokumentiert werden.
Ab 2020 bringt Lynx Edicions illustrierte Checklisten über Säugetiere heraus, darunter über Volksrepublik China, Südasien, Südkegel (Argentinien, Chile, Paraguay, Uruguay) und Galapagosinseln.
Lynx Edicions bringt seine Bücher in spanischer, katalanischer und englischer Sprache heraus. Das Portfolio umfasst neben Feldführern und Enzyklopädien auch Kinderbücher.
2021 wurde das Label Alala (katalanisch für „geflügelt“) gegründet, das im Juli 2021 das Verkaufsgeschäft von Lynx Edicions übernahm.